# Andreas Vestner
Andreas Vestner (* 5. September 1707 in Nürnberg; † 12. März 1754 ebenda) war ein deutscher Medailleur und Stempelschneider.

## Leben
Vestner wurde als Sohn des Stempelschneiders und Medailleurs Georg Wilhelm Vestner (1677–1740) geboren. Er erlernte den Beruf seines Vaters, der zu den bedeutendsten Medailleuren in Süddeutschland gehörte. Er war zunächst Gehilfe und ab 1726 Teilhaber der väterlichen Werkstatt. Zahlreiche Werke schufen beide gemeinsam, so dass es heute schwer zu unterscheiden ist, wem welches Werk zuzuschreiben ist.
Wie schon sein Vater wurde Andreas Vestner Medailleur und Stempelschneider der Stadt Nürnberg sowie bischöflich Würzburger und kurfürstlich Bayerischer Hof- und Kammermedailleur. Er signierte seine Werke unterschiedlich. So erscheinen die Signaturen VESTNER IUN. (Vestner Junior), A.VESTNER (Andreas Vestner) oder nur V bzw. Vestner, letztere nutzte er nach dem Tod des Vaters 1740 fast ausschließlich.
Andreas Vestner starb am 12. März 1754, im Alter von 46 Jahren, in seiner Geburtsstadt Nürnberg.

## Werke (Auswahl)
- 1733: Medaille anlässlich der Auszeichnung von Christiana Mariana von Ziegler mit der kaiserlich privilegierten Dichterkrone
- 1735: Medaille für Kaiser Karl VI. anlässlich des Friedens von Wien
- 1742: Medaille anlässlich der Krönung Karl VII. zum deutschen Kaiser
- 1742: Medaille für Karl VII. als deutscher Kaiser
- 1743: Gedenkmedaille Daniel de Superville, anlässlich seiner Tätigkeit als erster Direktor der 1742 gegründeten Friedrichsakademie (später Universität Erlangen), Ausgaben in Silber und Bronze, Sammlung Museum Rotterdam
- 1745: Medaille des Kurfürstentums Bayern anlässlich des Todes von Kaiser Karl VII.
- 1745: Medaille für die Freie Reichsstadt Frankfurt anlässlich der Krönung von Franz I. Stephan zum deutschen Kaiser
- 1745: Medaille für Maria Theresia anlässlich des Friedens von Füssen
- 1745: Medaille für Friedrich II. von Preußen anlässlich des Friedens von Dresden
- 1748: Medaille zum 100-jährigen Jubiläum des Westfälischen Friedens
- 1749: Medaille für das Bistum Würzburg anlässlich der Sedisvakanz 1749

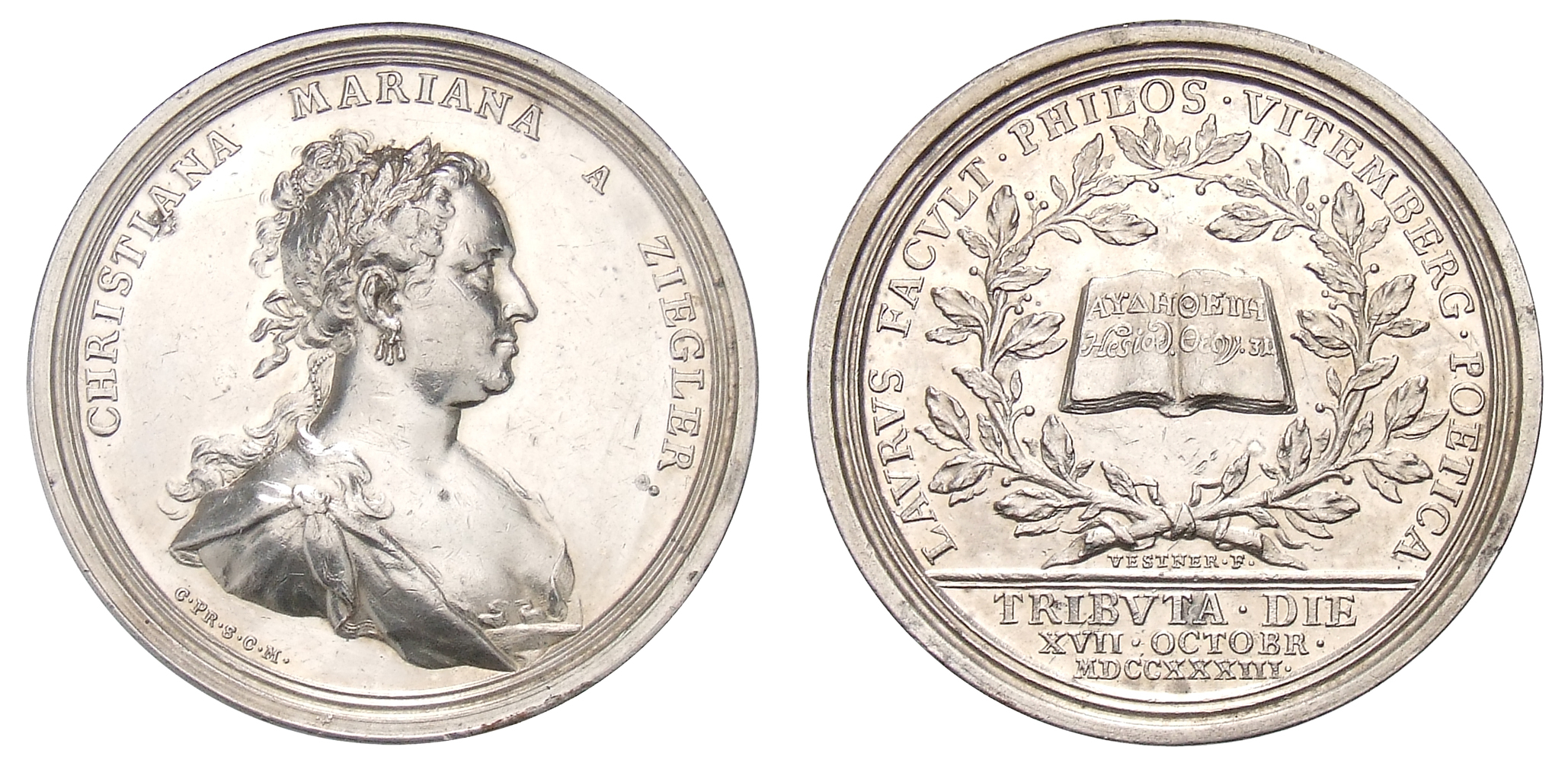
Medaille für Christiana Mariana von Ziegler anlässlich ihrer Krönung zur „Poeta laureata“ (1733)
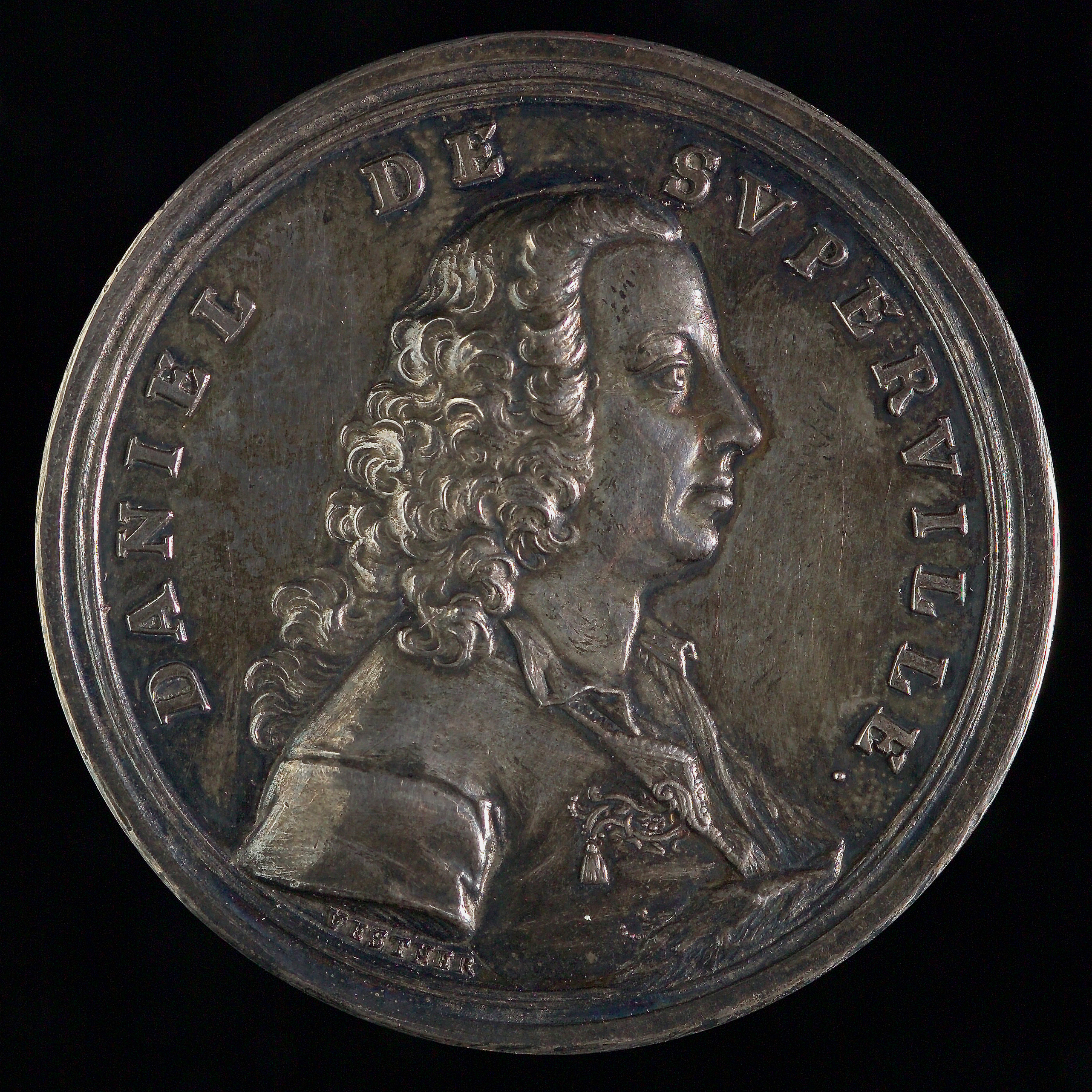
Medaille für Daniel de Superville (1743)
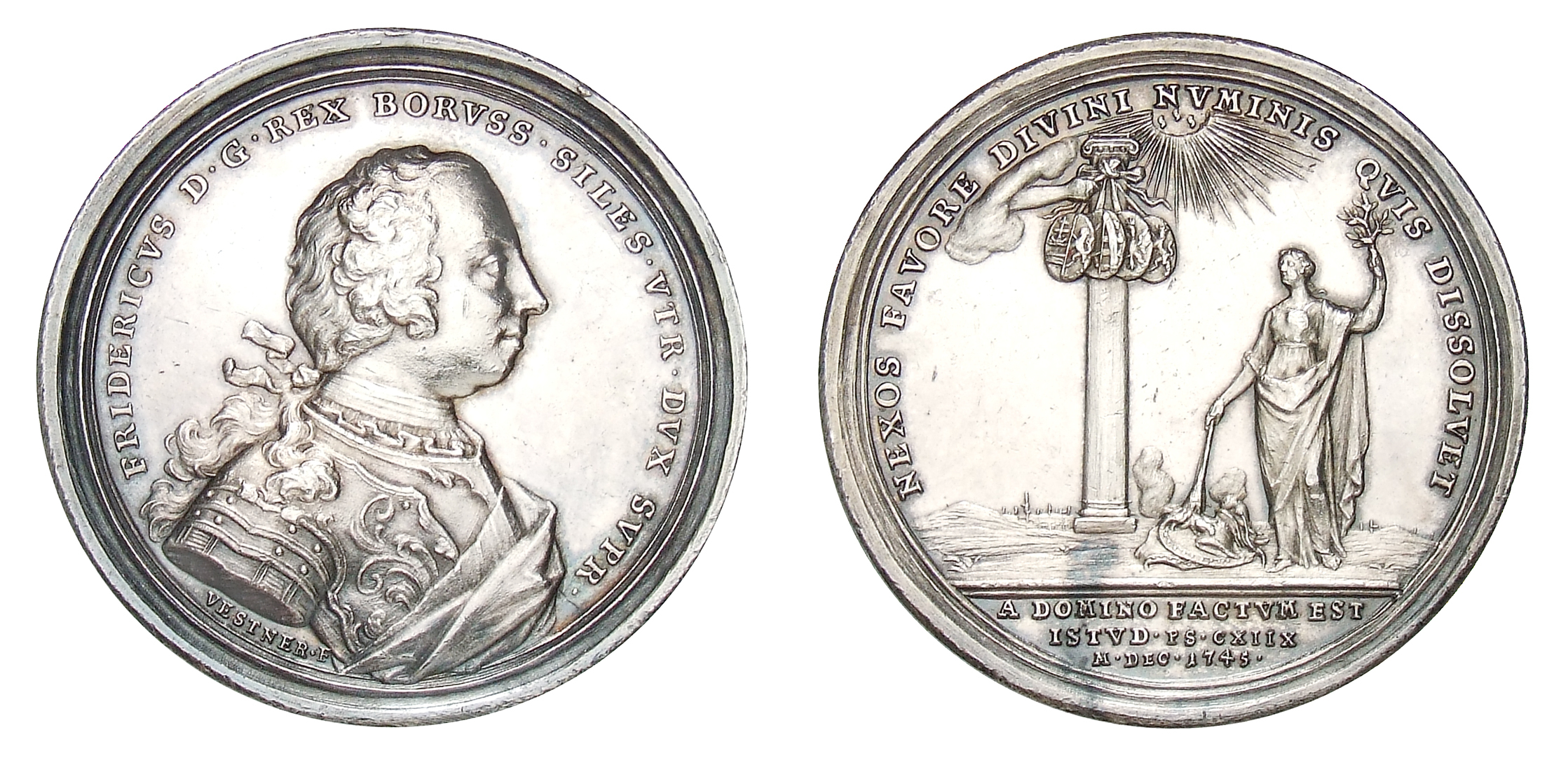
Medaille für Friedrich II. von Preußen anlässlich des Friedens von Dresden (1745)
Medaille zum 25. Hochzeitstag von Abraham Erberveldt und Kornelia Ploos van Amstel (1749)